# Cá chết hàng loạt

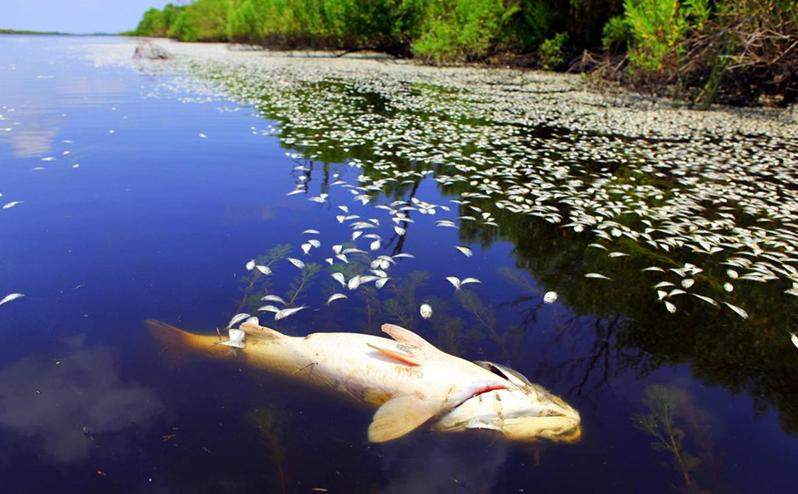
Cá chết hàng loạt ở Point a la Hache

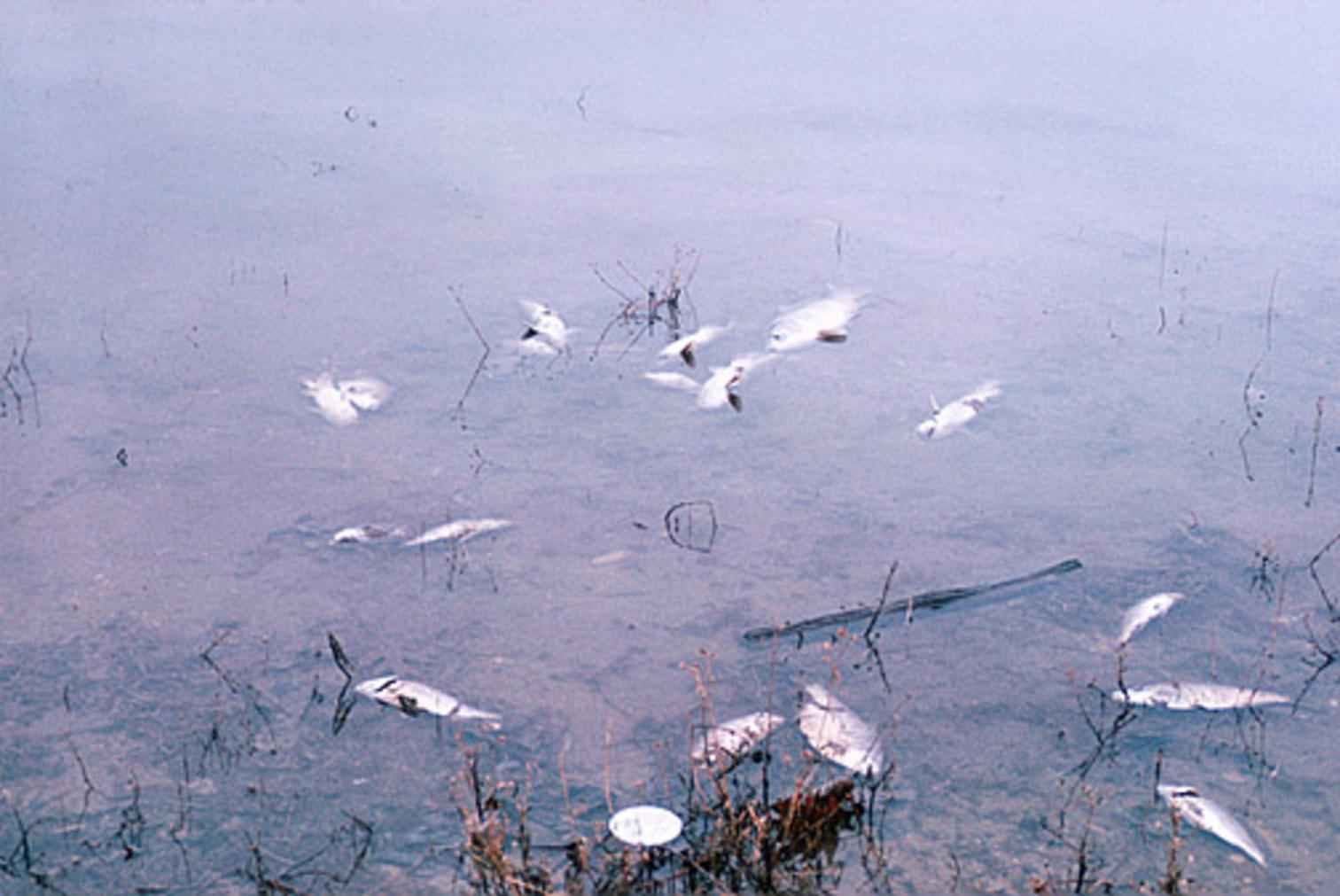
Ô nhiễm nguồn nước là một trong những nguyên nhân dẫn đến cá chết hàng loạt

Cá chết hàng loạt hay cá chết trắng là hiện tượng các con cá bị chết một cách bất thường hoặc hàng loạt trong các quần thể cá ở tự nhiên hay trong điều kiện nuôi nhốt, và tỷ lệ tử vong tổng quát lớn hơn đời sống thủy sinh. Nguyên nhân phổ biến nhất là sự suy giảm nồng độ oxy trong nước, có thể là do các yếu tố như hạn hán, tảo xâm lấn, nhiễm độc, thủy triều đỏ hoặc một sự gia tăng nhiệt độ trong nước. Các bệnh truyền nhiễm và ký sinh trùng cũng có thể dẫn đến cá chết hàng loạt. Độc tính cũng là một nguyên nhân thực sự nhưng ít phổ biến của hiện tượng cá chết. Cá chết thường ghi nhận bằng hiện tượng các con cá nổi hàng loạt lên mặt nước.

## Tổng quan
Cá chết thường là dấu hiệu đầu tiên của môi trường không ổn định và thường được điều tra như một vấn đề cấp bách của các cơ quan môi trường để xác định nguyên nhân gây ra để khắc phục. Nhiều loài cá có khả năng chịu đựng tương đối thấp của các biến thể trong điều kiện môi trường. Sự kiện ô nhiễm có thể ảnh hưởng các loài cá và các nhóm tuổi cá theo những cách khác nhau. Nồng độ oxy cạn kiệt là nguyên nhân phổ biến nhất của cá chết.

## Nguyên nhân

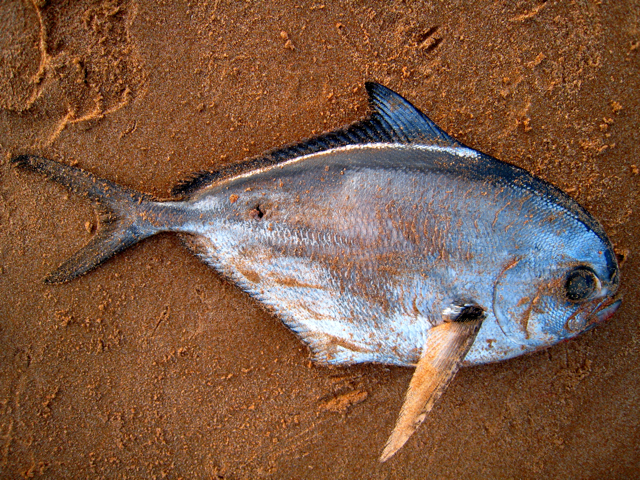
Xác một con cá chết

Cá chết có thể do nhiều nguyên nhân. Nguyên nhân được biết, cá chết thường xuyên nhất do ô nhiễm từ nước thải nông nghiệp hoặc độc tố. Tình trạng thiếu oxy sinh thái (thiếu oxy) là một trong những nguyên nhân tự nhiên phổ biến nhất của cá chết. Sự kiện thiếu oxy có thể được gây ra bởi các yếu tố như tảo nở hoa, hạn hán, nhiệt độ cao và ô nhiễm nhiệt. Cá chết cũng có thể xảy ra do sự hiện diện của bệnh, nước thải nông nghiệp và nước thải sinh hoạt, dầu hoặc sự cố tràn chất thải nguy hại, đánh bắt với các hóa chất, các vụ nổ dưới nước, hoặc đánh bắt bằng chất nổ hoặc xung điện từ đó tác động rất lớn đến quần thể thủy sinh. Cá chết thường là một dấu hiệu của sự căng thẳng môi trường.

### Thiếu dưỡng khí
Nhiệt độ ấm hơn có thể thúc đẩy quá trình phát triển các đám tảo dưới nước với tốc độ nhanh hơn, khiến chúng hấp thụ oxy nhiều hơn. Thời tiết nóng cũng sẽ khiến lượng oxy trong nước giảm thấp hơn so với điều kiện thời tiết bình thường. Đây có thể là nguyên nhân khiến cá thiếu oxy và chết. Nồng độ oxy trong nước suy giảm làm cá chết. Trước khi cá chết thường có hiện tượng cá nổi đầu, chúng nhoi lên khỏi mặt nước để thở.

### Ô nhiễm
Nước thải nông nghiệp, nước thải, dòng chảy bề mặt, tràn hóa chất, sự cố tràn chất thải nguy hại đều có thể có thể dẫn đến ngộ độc nước và cá chết. Một số loài tảo còn tạo ra độc tố. Ở Florida, chúng bao gồm Aphanizomenon, Anabaena và Microcystis. Một số loài cá đáng chú ý đã bị giết chết ở Louisiana trong những năm 1950 đã do thuốc trừ sâu được gọi là Endrin. Cá chết gây ra bởi con người là không bình thường, nhưng đôi khi một chất gây độc tính đổ trực tiếp hoặc một sự thay đổi nhiệt độ nước hoặc độ pH có thể dẫn đến cá chết. Ví dụ, vào năm 1997 một nhà máy phosphat ở Mulberry, Florida, vô tình đổ 60 triệu gallon nước quá trình axit vào Sapling Creek, giảm độ pH từ khoảng 8 đến ít hơn 4 cùng 36 dặm của con lạch, dẫn đến cái chết của khoảng 1,3 triệu con cá.
Rất khó hoặc không thể xác định xem một chất độc tiềm năng là nguyên nhân trực tiếp của một cá chết trắng. Ví dụ, hàng trăm ngàn con cá chết sau khi một vụ tràn dầu do tai nạn của bourbon whiskey vào sông Kentucky gần Lawrenceburg. Tuy nhiên, các quan chức không thể xác định giết cá là do sự tác động trực tiếp hoặc thiếu oxy dẫn đến khi vi khuẩn thủy sản nhanh chóng bắt đầu tiêu thụ và tiêu hóa. Cyanide là một hợp chất độc hại cụ thể đã được sử dụng để câu trộm cá (đánh cá bằng hóa chất).

### Chu kỳ
Một số loài cá triển lãm đồng thời tỷ lệ tử vong hàng loạt như một phần của chu kỳ cuộc sống tự nhiên của chúng. Cá giết do tử vong sinh sản có thể xảy ra khi cá kiệt sức từ các hoạt động sinh sản như tán tỉnh, xây tổ, và phát tán trứng hoặc tinh dịch (tinh trùng). Cá nói chung là yếu sau khi đẻ trứng và ít đàn hồi hơn bình thường để thay đổi nhỏ trong môi trường. Ví dụ như cá hồi Đại Tây Dương và cá hồi Sockeye có nhiều con cá cái thường chết ngay lập tức sau khi đẻ trứng.

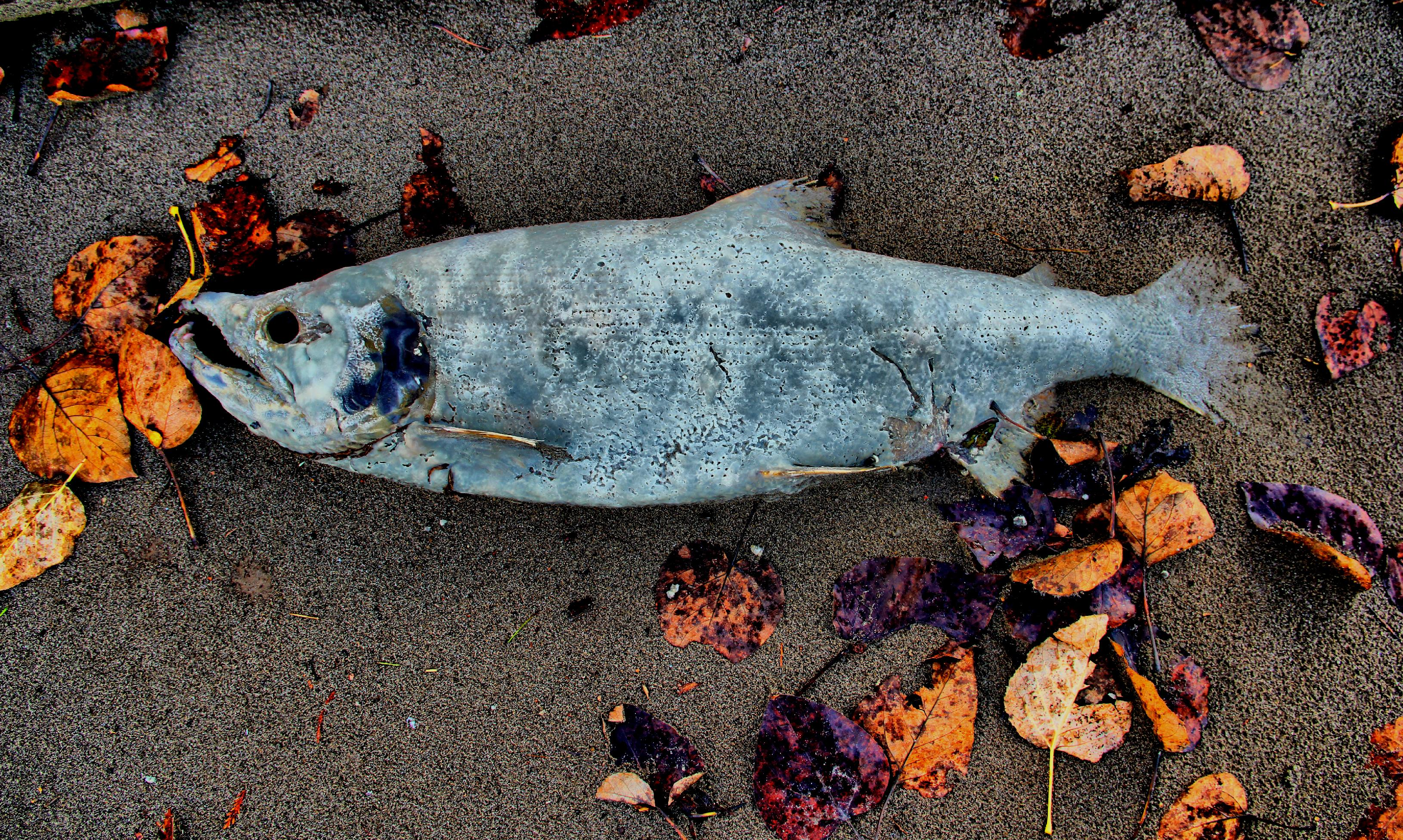
Một con cá hồi chết sau khi di cư

### Áp lực
Vụ nổ dưới nước có thể dẫn đến chết cá, và cá bong bóng bơi dễ bị vỡ hơn. Đôi khi các vụ nổ dưới nước được sử dụng vào mục đích để tạo ra cá chết, một thực tế bất hợp pháp thường được gọi là đánh cá bằng thuốc nổ. Vụ nổ dưới nước có thể vô tình hoặc lên kế hoạch, chẳng hạn như xây dựng, thử nghiệm địa chấn, khai thác, thử nghiệm vụ nổ của các cấu trúc dưới nước. Ở nhiều nơi, việc đánh giá tác động tiềm năng của các vụ nổ dưới nước trên sinh vật biển phải được hoàn thành và biện pháp phòng ngừa được thực hiện trước khi nổ mìn.

### Hạn hán
Hạn hán có thể dẫn đến khối lượng nước thấp hơn để ngay cả khi nước có chứa một mức độ cao của oxy hòa tan, khối lượng giảm có thể không đủ cho số lượng cá. Hạn hán thường xảy ra cùng với nhiệt độ cao để các năng vận chuyển oxy của nước cũng có thể được giảm. Dòng chảy thấp cũng làm giảm độ pha loãng có sẵn cho phép thải nước thải được xử lý hoặc chất thải công nghiệp. Độ pha loãng giảm làm tăng nhu cầu oxy hữu cơ tiếp tục giảm nồng độ oxy có sẵn cho cá. Thời tiết nắng nóng kéo dài có những ngày nhiệt độ lên đến 40oC ngoài không khí, trên các ao nuôi nhiệt độ nước mặt đôi khi lên đến 36-380C, nhiệt độ này nằm ngoài giới hạn nhiệt độ của các loài cá nuôi truyền thống (22-280C). Do vậy cá nuôi trong ao sẽ yếu dần, ăn kém và nguy cơ mắc bệnh rất cao.
Cùng với đó khi nhiệt độ môi trường không khí và môi trường nước lên cao oxy hòa tan vào nước sẽ thấp, mức độ tiêu thụ oxy của các loài thủy sinh vật trong ao tăng dẫn đến các hiện tượng thiếu oxy trong nước. Khi nhiệt độ lên cao quá trình chuyển hóa hóa học, phản ứng sinh hóa dẫn đến thiếu oxy trong tầng đáy cũng như trong ao. Thiếu oxy dẫn đến quá trình phân hủy thiếu khí tạo thành các khí độc: NH3, H2S, CH4...sẽ dẫn tới tình trạng cá bị sốc, ngộ độc, giảm sức đề kháng và bệnh sẽ phát triển. Nếu quá trình thiếu khi xảy ra trong thời gian dài, các động vật thủy sản nuôi sẽ bị chết ngạt do thiếu oxy.

### Bệnh tật

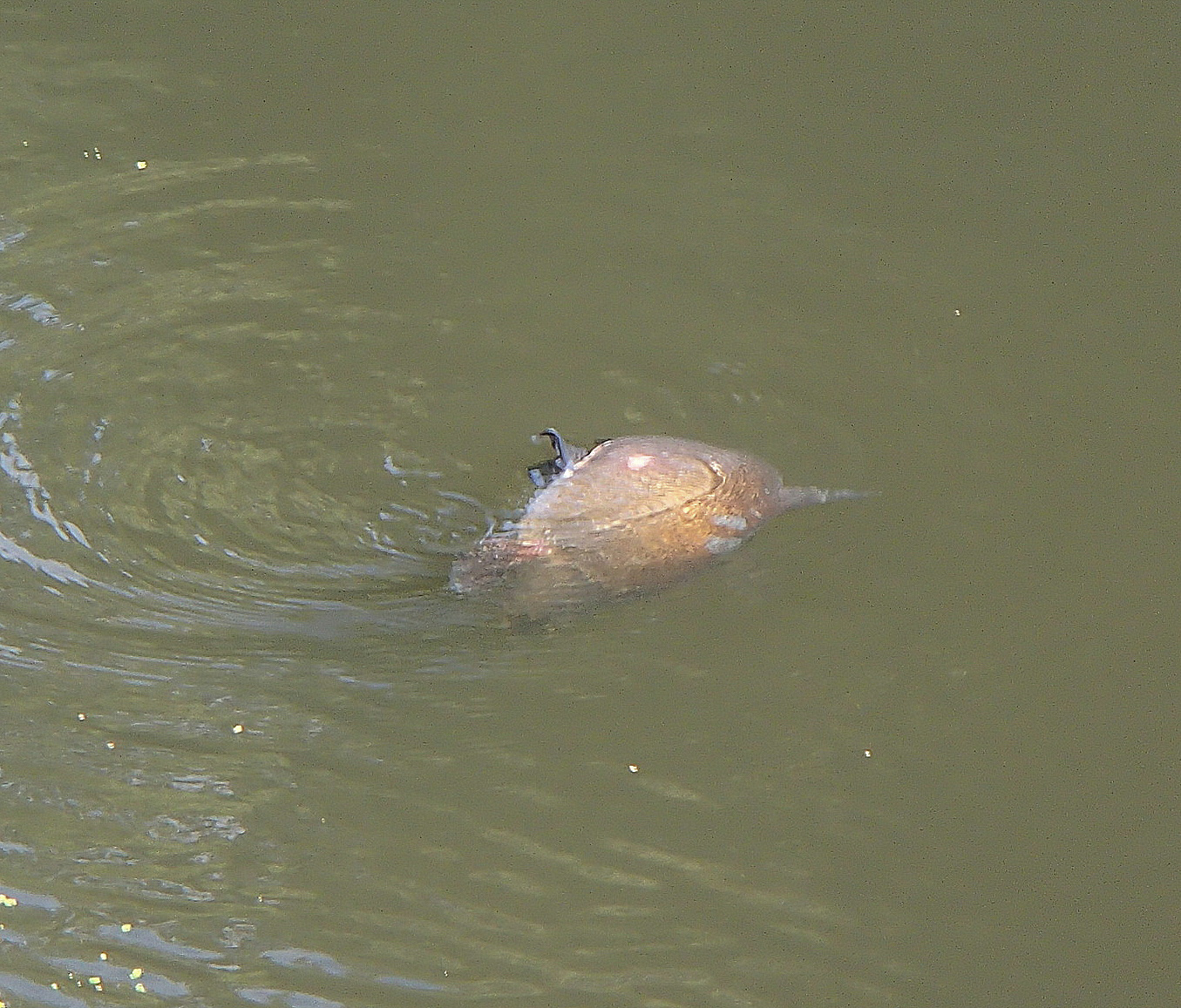
Một con cá chết bệnh

Cá có thể chết hàng loạt do bệnh tật và ký sinh. Sinh vật lạ xuất hiện dày đặc vào ban đêm quanh các lồng bè nuôi cá ở huyện đảo Kiên Hải (Kiên Giang). Chất nhờn do chúng tiết ra khiến hàng nghìn con cá chết, gây hại lớn cho ngư dân. Sinh vật này giống con giun, dài khoảng 10 cm xuất hiện dày đặc vào ban đêm, bám quanh các lồng bè nuôi cá vài ở các xã Lại Sơn, An Sơn, Nam Du và Hòn Tre. Chất nhờn do chúng tiết ra được cho là gây cản trở quá trình hô hấp vì thiếu oxy, làm mù mắt cá. Huyện Kiên Hải đã có hơn 6.000 con cá bớp nặng từ 4–7 kg mỗi con và khoảng 10.000 con cá mú loại dưới 1 kg bị chết.

## Biểu hiện
Thông thường khi cá chết, chúng sẽ nổi phềnh lên mặt nước. Cá nặng hơn không đáng kể so với môi trường nước xung quanh. Chúng gần như có lực nổi trung tính, nghĩa là sức nặng khiến nó chìm xuống cân bằng với lực bên trong cơ thể khiến con vật nổi lên. Khi một con cá chết, oxy vẫn còn ở trong bong bóng của nó. Ngoài ra, quá trình phân huỷ xác sinh ra thêm các loại khí khác mới. Con cá giống như một cái hộp kín, khi nó phân huỷ, khí sẽ lấp đầy cơ thể. Cái bụng trở thành một quả khinh khí cầu và con cá nổi lên mặt nước. Cá nặng hầu hết là do xương và cơ ở hai bên sống lưng, vì thế khi quả khí cầu ngoi lên, con cá có xu hướng đổ nghiêng sang một bên. Không phải lúc nào cá chết cũng nổi lên mặt nước ngay. Chúng có thể nằm ở dưới đáy cho đến khi khí tích đầy cơ thể.

## Một số sự kiện

### Trên thế giới
Những sự kiện cá chết hàng loạt trên thế giới có:
- Vụ 800 tấn cá chết ở Philippines với hơn 800 tấn cá đã chết và thối rửa ở ngư trường tại hồ Taal ở Talisay, tỉnh Batangas, phía nam Manila. Số cá chết chủ yếu là cá măng và cá rô phi, với tổng thiệt hại ước tính lên đến 800.000 USD, là do thời tiết những ngày đầu mùa mưa giảm mạnh, khiến nhiệt độ trong nước giảm theo và không tạo đủ oxy cho cá, Cá chết rất nhiều. Những ngư dân thu gom xác chúng bằng thuyền và kéo chúng lên bờ. Nhưng mùi thối rữa quá nặng và có thể gây hại cho sức khỏe.[10]
- Vụ cá chết hàng loạt ở Indonesia, sự thay đổi đột ngột của điều kiện thời tiết khiến hàng tấn cá chết trôi nổi và phủ kín bề mặt một hồ nước Maninjau, thuộc tỉnh Tây Sumatra, số cá chết trôi nổi trên mặt hồ đã lên đến khoảng 175,5 tấn. Gió mạnh xuất hiện đột ngột ở khu vực này khiến các lớp trầm tích dưới hồ, trong đó có chứa lưu huỳnh, thức ăn cho cá và rác thải của hộ gia đình, bị khuấy tung và trào lên bề mặt. Lưu huỳnh làm cá bị ngộ độc và nồng độ ammoniac khiến cá thiếu oxy rồi chết. Năm 2009, ít nhất 7.000 tấn cá ở các trang trại cá đã chết vì nguyên nhân tương tự. Hiện tượng này có thể xuất hiện ở nhiều khu vực khác do ảnh hưởng của tình hình thời tiết xấu.[11]
- Vụ 100 tấn cá chết phủ trắng sông ở Trung Quốc với Một số lượng lớn cá chết được phát hiện trên sông Phủ Hà, tỉnh Hồ Bắc, đa số là cá cỡ 40–50 cm, với nguyên nhân được cho là do chất thải amonia. Nguyên nhân sự việc được xác định do một công ty hóa chất đã tiến hành xả chất thải amonia ra sông Phủ Hà. khoảng 100 tấn cá chết dọc 40 km của con sông đã được vớt lên bờ.[12][13]
- Vụ cá chết hàng loạt trong phá tại Brazil, Tình trạng thiếu oxy khiến hàng vạn con cá chết và nổi lên mặt một phá. Những trận mưa lớn đổ xuống gây nên lũ. Nước lũ cuốn nhiều cây chết xuống phá Rodrigo de Freitas. Sau vài ngày, những thân cây mục ruỗng hút cạn oxy trong nước phá. Do thiếu oxy, cá trong phá lần lượt chết, công nhân môi trường đã thu dọn 65 tấn xác cá chết.[14]
- Cá chết phủ trắng cảng ở Mỹ, với một số lượng lớn cá chết được phát hiện ở nam California, với nguyên nhân được cho là do thiếu oxy. Số lượng cá chết ước tính khoảng từ 50.000-70.000 con, bao gồm cá cơm, cá đuối, cá mập thiên thần và nhiều loài khác, cá chết nổi lên mặt nước, phủ trắng một góc cảng, thu hút nhiều loài chim tập trung lại gần khu vực này để kiếm ăn, khoảng 03 tấn cá đã được vớt lên khỏi mặt nước.[1]
- Vụ nắng nóng, cá chết hàng loạt ở Mỹ, khoảng 40.000 con cá đuối nhám tại Iowa đã chết khi nhiệt độ nước lên 36,1 độ C, số cá này trị giá gần 10 triệu USD. Hàng ngàn con cá tầm, cá chép và nhiều loài khác chết trên sông Lower Platte, trong đó có cả loài cá tầm xanh có tên trong sách đỏ các loài cần được bảo vệ. Tại Illinois, thời tiết nóng bức cũng giết chết hàng chục ngàn con cá nước ngọt Bắc Mỹ (loài cá có màu nâu hơi lục, sống ở suối hoặc hồ) và đe dọa đến dân số loài cá nước ngọt vây đỏ, cũng có tên trong danh sách loài cần được bảo vệ.[15]
- Vụ cá chết trắng vịnh Mexico, Hàng trăm ngàn con cá chết đã bị sóng đánh dạt vào bờ biển vịnh Mexico ở Galveston, thuộc bang Texas, Mỹ. Đây được xem là hiện tượng cá chết tồi tệ nhất khu vực trong gần 30 năm qua, lượng oxy trong nước biển giảm có thể là nguyên nhân.[16]
- Vụ cá chết hàng loạt trên sông ở Trung Quốc, hiện tượng cá chết hàng loạt trên sông Xijiang, con sông lớn nhất tỉnh Quảng Đông, xác cá chết nổi kéo dài 3 km trên một đoạn sông thuộc địa bàn thành phố Jiangmen, loại trừ nguyên nhân cá chết do thiếu oxy hay do nhiệt độ nước quá thấp.[17]

### Tại Việt Nam
- Sự kiện dầu tràn tại Quy Nhơn (Bình Định) gây thiệt hại cho ngư dân nuôi cá lồng. Hơn 8.000 con cá chẽm (3 tháng tuổi, trị giá khoảng 100 triệu đồng) của ngư dân nuôi đã chết.[18] Người ta đã vớt hơn 35 tấn cá chết trắng hồ Phú Hòa, hàng chục tấn xác cá chết trong hồ Phú Hòa đã được vớt lên, xử lý và đem đi chôn ở bãi rác nhằm tránh gây ô nhiễm môi trường, vớt hết 20 tấn cá chết, cùng với người dân vớt được thêm 15 tấn để đem chôn làm phân bón cây.[19][20]
- Vụ Hơn 11 tấn cá chết trên sông La Ngà, xảy ra hiện tượng cá chết hàng loạt. Người nuôi cá bè đã di chuyển bè để cứu các loại cá điêu hồng, cá rô phi, cá chép, cá lăng nhưng cá vẫn nổi đầu, chết trắng bè. cá bắt đầu nổi đầu sau đó ngoi ngóp thở. Nhiều người di chuyển bè cá đi nơi khác nhưng cá chuẩn bị thu hoạch vẫn chết đây là lần đầu tiên cá chết hàng loạt xảy ra ở thượng nguồn sông La Ngà.[21]
- Cá chết hàng loạt trên thượng nguồn sông Bưởi ở Thanh Hóa, người ta đã vớt được hàng tấn cá các loại chết trắng sông. Cá chết chủ yếu là cá lăng, cá nheo, cá bống, cá trắm… Nhiều con cá lăng nặng đến 2,3 kg cũng chết ngửa bụng trên sông, nguyên nhân cá chết là do Nhà máy chế biến tinh bột sắn ở Hòa Bình gây ra. Cá chết trắng nổi lềnh bềnh trên sông, mùi thối, tanh của cá chết bốc lên nồng nặc nhiều người dong thuyền đi vớt cá về nấu cho lợn ăn, người dân đã vớt lên bờ khoảng 2 tấn cá.[22][23]
- Vụ cá nuôi bè chết hàng loạt ở Vũng Tàu cá bớp, cá chim, cá chẽm… của nhiều hộ gia đình đang nuôi bè trên sông Chà Và, xã Long Sơn chết hàng loạt. Tổng thiệt hại do cá nuôi bè chết theo khai báo của các hộ trên lên đến hơn 2 tỷ đồng, trong đó hộ bị thiệt hại ít nhất khoảng 100 triệu đồng, nặng nhất khoảng 700 triệu đồng nguyên nhân cá bè bị chết là do nước thải từ các nhà máy chế biến thủy sản ở đầu nguồn xả ra.[24]
- Vụ cá chết hàng loạt ở hồ Tây với hàng nghìn con cá chết nổi trắng xóa một góc hồ Tây, gây ô nhiễm môi trường nghiêm trọng. Chúng trôi dạt vào phía gần bờ, có tới hàng nghìn con, phần lớn là cá rô phi bị chết, Có những con trọng lượng tới 01 kg cũng bị chết. Cá chết do nguồn nước ô nhiễm từ phía cống xây từ thời Pháp bên đường Thụy Khuê. Do liên tục có mưa lớn, lượng nước thải dồn ứ từ đây chảy ra hồ.[25]
- Vụ cá chết do nước nhiễm amonia dẫn đến cá chết hàng loạt trên kênh Nhiêu Lộc - Thị Nghè[26] và cá chết do bị sốc sau mưa lớn cơn mưa đổ xuống khiến nguồn nước ô nhiễm từ các khu dân cư đổ dồn về làm môi trường dưới kênh bị xáo trộn. Trong khi đó, các cơn mưa thường xảy ra không đều dẫn tới hàm lượng, nồng độ các chất trong nước kênh thay đổi đột ngột khiến một số loài cá không kịp thích nghi,[27] dòng chảy tại kênh bị thay đổi do cầu Bông bị chặn dòng để thi công. Vì nước không thể thoát được nên bị ô nhiễm, có thể đây là nguyên nhân gây ra chết cá hàng loạt, cá chết lẫn vào rác và các đám lục bình gây trình trạng hôi thối khó chịu.[28]
- Sự kiện cá bè nuôi của người dân xã Long Thành Nam, huyện Hòa Thành, tỉnh Tây Ninh (dọc sông Vàm Cỏ Đông) bị chết là do lượng oxy hòa tan trong nước thấp, do mật độ lục bình vào mùa nắng phát triển mạnh khiến cho nồng độ oxy hòa tan trong nước giảm và do thời tiết diễn biến thất thường lúc giao mùa góp phần làm cá bè bị chết. Ngoài ra vị trí nuôi cá bè là khu vực đông dân cư nên rác thải, nước sinh hoạt tại các hộ dân trực tiếp xả xuống lòng sông làm tăng mức độ ô nhiễm nguồn nước.[29]
- Sự kiện sông Cầu Bây, Hà Nội bị ô nhiễm, mức độ ô nhiễm càng nghiêm trọng. Đỉnh điểm là trong tháng 5, nhiều ao cá trong xã cá chết hàng loạt, gây ô nhiễm môi trường và làm thiệt hại nặng nề về kinh tế đối với người dân…[30]
- Vụ Cá chết hàng loạt, nổi trắng sông Nhuệ, tình trạng cá chết hàng loạt, nổi trắng cả một khúc sông. Cá chết dồn ứ lại nhiều ngày, bốc mùi hôi thối vô cùng khó chịu. cá chết có đủ các loại trong đó nhiều nhất là cá diếc, cá rô phi, cá gáy, cá chim… Sau nhiều ngày các loại cá lớn bé chết la liệt, nổi lềnh bềnh trên mặt nước bắt đầu ươn sình, nước trên sông bắt đầu đổi màu, bốc mùi hôi thối cả một vùng. Khi cá chết hàng loạt, người dân 2 bên khúc sông kéo nhau ra xúc cá, vớt cá về nấu cho lợn, gà ăn, nguyên nhân do nguồn nước bị ô nhiễm nặng, cùng với đó là do thời tiết nắng nóng kéo dài.[31]
- Vụ cá chết trắng sông Bàn Thạch, đa số cá chết có trọng lượng từ 0,5 kg đến 1 kg, nhiều con nặng gần 2 kg, cá chết ở khu vực nước sâu, sau đó trôi vào bờ gây mùi hôi thối nồng nặc, tay ngâm nước sông sẽ bị nổi mẩn đỏ, gây ngứa, nguồn nước sông đang bị ô nhiễm do thuốc trừ sâu từ ruộng và thuốc diệt cá từ các ao, hồ nuôi tôm thải ra.[32]
- Vụ Cá chết trắng sông Srêpốk trên một quãng dài 13–14 km. Nguyên nhân các loài cá chết là do một nhà máy đường và các cơ sở sản xuất xả nước thải chưa xử lý xuống dòng sông gây ô nhiễm, những ngày cuối mùa khô, nước sông Sê Rê Pốc bị cạn, nước thải công nghiệp chưa được xử lý đã gây ra 3 lần cá chết trắng hai bên dòng sông này.[33]
- Vụ Cá chết trắng sông Lam, người dân đã phát hiện cá chết nổi trắng cả vạt sông. Trong chốc lát, khúc sông đoạn qua cầu Nam Đàn, kín đặc người tới xem cá chết. Nhiều ngư dân chèo thuyền vợt cá về ăn và bán. Riêng một khúc sông khoảng 1 km đoạn qua cầu Nam Đàn này và có hơn 80 hộ dân chài sinh sống tại đây vớt được khoảng gần cả tấn cá, tôm các loại, nguyên nhân ban đầu có thể được xác định là do nguồn nước thải của nhà máy tinh bột sắn[34] và vụ cá chết hàng loạt, ô nhiễm nghiêm trọng ở Hà Nam.[35]